# Setge de Xàtiva (1706)
El setge de Xàtiva de 1706 va ser un dels episodis de la Guerra de Successió Espanyola.

## Antecedents
Preveient la mort de Carles II de Castella sense descendència, les principals potències europees van proposar un príncep elector de Baviera, amb el consegüent repartiment de possessions entre aquestes potències. Però aquest mor, i Carles II en el darrer testament abans de morir proposa Felip d'Anjou. Felip entra a Barcelona el 2 d'octubre i les Corts finalment es taquen el 14 de gener de 1702 amb el jurament de les constitucions catalanes pel Rei. Els aliats proposen l'Arxiduc Carles i comencen les hostilitats.
Pres Gibraltar pels britànics, a l'agost del 1705 l'arxiduc embarca a Lisboa en direcció al Mediterrani. S'atura a Altea on és proclamat Rei i la revolta valenciana dels maulets s'estén liderada per Joan Baptista Basset. Mentrestant, i esperonats constantment pel príncep Jordi de Darmstadt, escamots armats barren el pas als borbònics a la plana de Vic i en la Batalla de Montjuïc capturen la fortalesa, que seria fortificada i usada per bombardejar la ciutat de Barcelona, que envoltada de les tropes aliades de Lord Peterborough va capitular el 9 d'octubre de 1705, de manera que el 22 d'octubre entra a Barcelona l'Arxiduc Carles, que el 7 de novembre de 1705 jura les constitucions catalanes, nomenat Carles III. Lord Peterborough avança cap a València i a final d'any, l'arxiduc ja controla la major part de Catalunya i el Regne de València.
Peterborough va rebre l'ordre de prendre Madrid, va arribar a València amb la infanteria per mar, i la cavalleria per terra mentre el rei esperava a Tortosa que el camí a la capital quedés alliberat.

## El setge
El maig de 1706, quan el governador era Joan Baptista Basset i la guarnició consistia en uns quants batallons anglesos, la ciutat fou atacada per Comte de les Torres de Acorrin, però els atacants foren rebutjats amb l'ajut de la població, que resistí fins a l'arribada de Lord Peterborough.

## Conseqüències
Després de la fallida ocupació austriacista de Madrid els borbons es reorganitzen i el seu exèrcit avança des de Lleida, Girona i pel mar en direcció a Barcelona. Felip V havia perdut els territoris de les Províncies Unides, Milà i el Regne de Nàpols. Tot i això, els filipistes rebien reforços castellans i les tropes comandades pel Duc de Berwick, i forcen a l'exèrcit austriacista a abandonar Madrid i refugiar-se al País Valencià. L'exèrcit aliat es va retirant fustigat per l'exèrcit borbònic, i finalment decideixen plantar cara i formen davant d'Almansa, on són derrotats.
Les tropes borbòniques se separen en dos braços, el del Duc de Berwick avancen pel País Valencià prenent Requena, Bunyol i València sense resistència el 8 de maig, i la de François Bidal d'Asfeld ha de prendre el sud, amb els seus objectius a Xàtiva, Gandia i Alcoi. D'Asfeld el Comte de les Torres de Acorrin va atacar Xàtiva en 1707. La ciutat va caure, fou cremada, la major part de la població passada a ganivet, i el nom de la vila canviat a San Felipe.